# Herbstmühle
Herbstmühle este o comună din landul Renania-Palatinat, Germania.

## Geografie
Herbstmühle este situat în Eifel, la izvoarele Gaybachs din Gaybachtal.
Orașele vecine sunt Karlshausen, Koxhausen, Berscheid, Scheitenkorb, Rodershausen.

## Consiliu parohial
Consiliul din Herbstmühle este alcătuit din șase membri ai consiliului care au fost aleși cu majoritate de vot la alegerile locale din 25 mai 2014, iar primarul de onoare este președinte.
1. ↑  Alle politisch selbständigen Gemeinden mit ausgewählten Merkmalen am 31.12.2018 (4. Quartal) (în germană), Statistisches Bundesamt[*], arhivat din original la 10 martie 2019, accesat în 10 martie 2019